# Corchorus angolensis
Corchorus angolensis är en malvaväxtart som beskrevs av Arthur Wallis Exell och Mendonca. Corchorus angolensis ingår i släktet Corchorus och familjen malvaväxter. Inga underarter finns listade i Catalogue of Life.